# Saint-Nicolas-de-Macherin
Saint-Nicolas-de-Macherin è un comune francese di 926 abitanti situato nel dipartimento dell'Isère della regione dell'Alvernia-Rodano-Alpi.

## Società

### Evoluzione demografica
Abitanti censiti